# Український військовий округ
Український військо́вий о́круг (УкрВО) — одиниця військово-адміністративного поділу в Збройних силах СРСР, що існував на території Української СРР у період з 1922 до 1935 років.
Український військовий округ створений у зв'язку з реорганізацією Збройних сил СРСР від 27 травня 1922 року й займав територію усієї тодішньої Української СРР.

## Історія
Український військовий округ утворений 27 травня 1922 року шляхом перейменування Південно-Західного військового округу й включав усю територію України: Київської, Волинської, Катеринославської, Миколаївської, Одеської, Полтавської, Донецької, Подільської, Таврійської, Кременчуцької, Чернігівської, Харківської і Херсонської губерній.
Управління військового округу розташувалося в Харкові, з червня 1934 року у Києві.
З другої половини 1922 року в окрузі формуються 6-й стрілецький корпус, 7-й стрілецький корпус, 8-й стрілецький корпус, 14-й стрілецький корпус.

### 1931
24 квітня 1931 року видана директива про початок будівництва Коростенського, Летичівського, Могилів-Подільського-Ямпільського, Рибницького і Тираспольського укріплених районів.
Склад військ округу 1929–1933
- 6-й стрілецький корпус
- 7-й стрілецький корпус
- 8-й стрілецький корпус
- 14-й стрілецький корпус
- 17-й стрілецький корпус
- 1-й кінний корпус Червоного козацтва ім. Всеукраїнського ЦВК, командир корпусу Демічьов М. О.. Управління корпусу в м. Проскурів
- 2-й кінний корпус ім. Ради Народних Комісарів Української РСР, командир корпусу Криворучко М.М.. Управління корпусу знаходилося в м. Житомир
- вісім прикордонних загонів
- військово-морська база

За вказівкою ЦК ВКП (б) Реввійськрада СРСР в окрузі переводить на кадровий принцип комплектування 46-ту територіальну сд, 95-ту територіальну сд, 96-ту територіальну сд, 99-ту територіальну сд і 100-ту територіальну сд. Для посилення військ з інших округів передислокувалися 2-га Кавказька сд і 2-га Туркестанська сд.

### 1932
4 лютого 1932 управління 45-ї сд 14-го ск переформоване в управління 45-го механізованого корпусу, 133-й стрілецький полк — в 133-ю механізовану бригаду, 134-й стрілецький полк — в 134-ту механізовану бригаду, 135-й стрілецький полк — в 135-ту стрілецько-кулеметну бригаду.
10 травня в Києві почалося формування 2-ї окремої механізованої бригади.

### 1934
12 травня 1934 року наказом по військах УкрВО № 0038 був сформований 15-й стрілецький корпус. У складі корпусу були 2-га Кавказька Червонопрапорна, 7-ма, 46-та сд.
Управління округу в червні переїхало з Харкова до Києва.
Кіровський завод у Ленінграді випускав середні танки Т-28 серійно, що дозволило формувати нові полки. До 1 листопада 1934 Харківський паровозобудівний завод імені Комінтерну зібрав шість танків Т-35А.
У Харкові приблизно наприкінці 1934 сформовані 4-й окремий важкий танковий полк і Окремий навчальний танковий полк. Полки входили до складу військ Резерву Головного Командування. 4-й полк повинен був мати на озброєнні середні танки Т-28, а Окремий навчальний танковий полк отримав на озброєнні середні танки Т-28 і важкі танки Т-35А.

### 1935
У 1935 році в окрузі сформований 7-й кавалерійський корпус. Управління корпусу знаходилося в Шепетівка.
2 травня почала формуватися 15-та механізована бригада з розгортанням управління в Шепетівці Кам'янець-Подільської області.
17 травня 1935, відповідно до наказу НКО СРСР № 079, Український військовий округ переформований на Київський і Харківський військові округи.

## Командування

### Командувачі
- Германович Маркіян Якович (1922);
- Фрунзе Михайло Васильович (1922–1924);
- Єгоров Олександр Ілліч (1924–1925);
- Якір Йона Еммануїлович (1925–1935).

### Помічники командувача військ округу
- 1922 — 1924 — Ейдеман Роберт Петрович
- 1923 — 1924 — Якір Йона Еммануїлович
- 1925 — травень 1928 — Каширін Микола Дмитрович (заступник командувача)
- травень 1928 — 6 серпня 1929 — Блюхер Василь Костянтинович (заступник командувача)
- 1929 — 1935 — Дубовий Іван Наумович (заступник командувача)
- з 1928 — Лебедєв Павло Павлович

### Члени Реввійськради округу
- червень—грудень 1922 — Затонський Володимир Петрович
- червень—грудень 1922 — Мінін Сергій Костянтинович (другий член Реввійськради)
- грудень 1922 — 1924 — Новиков Микола Фролович (начальник Політичного управління)
- березень 1924 — січень 1926 — Затонський Володимир Петрович
- 1925 — червень 1927 — Кучмін Іван Федорович (начальник Політичного управління)
- червень 1927 — квітень 1928 — Дегтярьов Леонід Сергійович (начальник Політичного управління)
- квітень 1928 — 1929 — Ястребов Григорій Герасимович (начальник Політичного управління)
- січень—листопад 1929 — Картвелішвілі Лаврентій Йосипович
- листопад 1929 — 193.0 — Затонський Володимир Петрович
- січень 1930 — грудень 1933 — Хаханьян Григорій Давидович (начальник Політичного управління)
- січень 1934 — травень 1935 — Амелін Михайло Петрович (начальник Політичного управління)

### Начальники штабу округу
- червень—серпень 1922 — Соллогуб Микола Володимирович
- серпень 1922 — серпень 1923 — Андерс Олександр Карлович
- серпень 1923 — липень 1924 — Чернишов Віктор Миколайович
- липень—грудень 1924 — Томашевич Іван Олександрович
- грудень 1924 — грудень 1925 — Меженінов Сергій Олександрович
- грудень 1925 — грудень 1928 — Лебедєв Павло Павлович
- грудень 1928 — лютий 1931 — Пугачов Семен Андрійович
- лютий 1931 — травень 1935 — Кучинський Дмитро Олександрович